# Dicliptera scutellata
Dicliptera scutellata är en akantusväxtart som beskrevs av August Heinrich Rudolf Grisebach. Dicliptera scutellata ingår i släktet Dicliptera och familjen akantusväxter. Inga underarter finns listade i Catalogue of Life.